# PAE Véroia

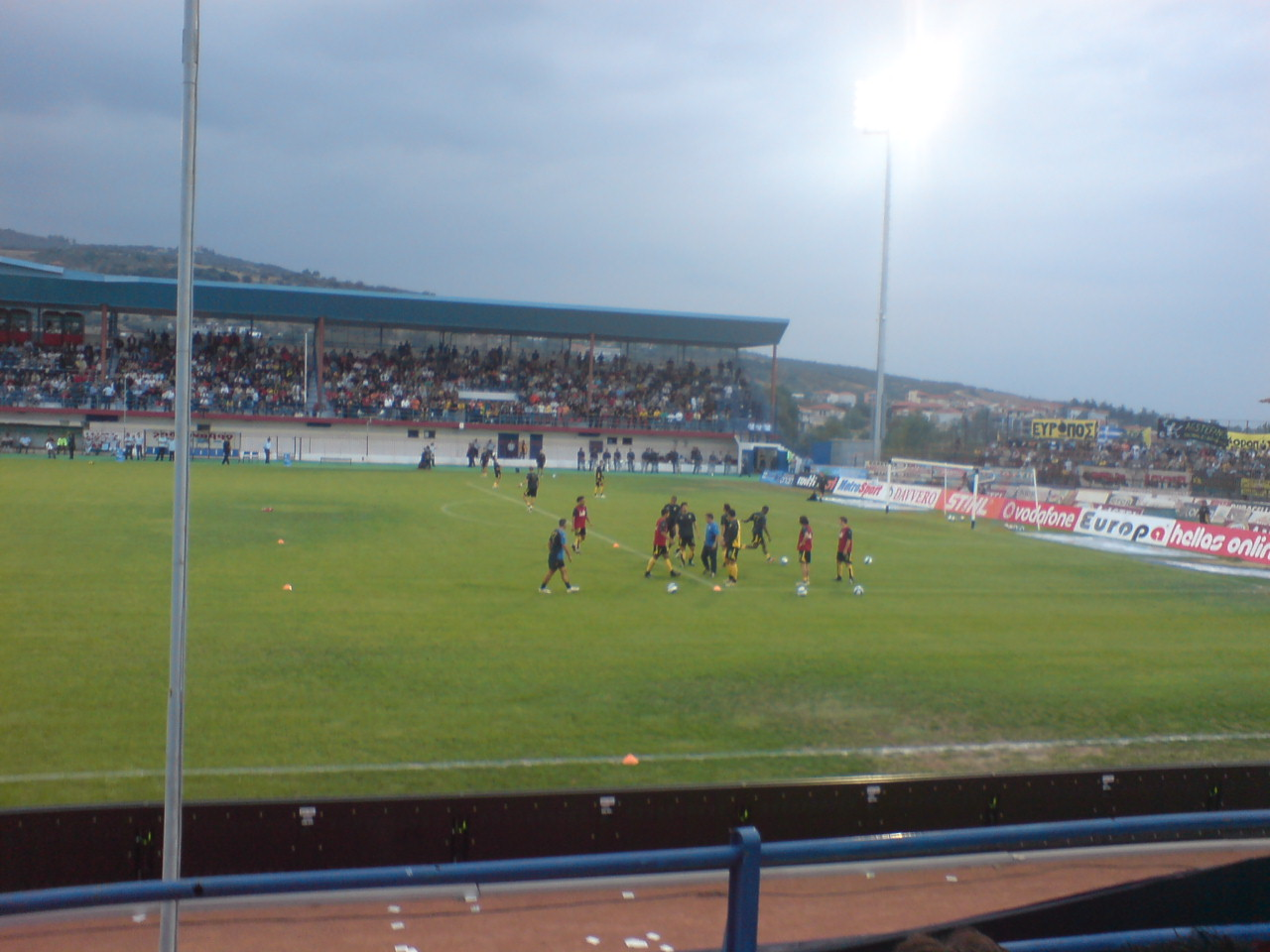
Zápas PAE Véroia proti AEK Athény (2008)

GAS Véroia PAE (řecky ΓΥΜΝΑΣΤΙΚΟΣ ΑΘΛΗΤΙΚΟΣ ΣΥΛΛΟΓΟΣ (Γ.Α.Σ.) Βέροια Ποδοσφαιρική Ανώνυμη Εταιρεία) je řecký fotbalový klub z města Véroia, který byl založen v roce 1960. Domácím hřištěm je stadion Véroia (Στάδιο Βέροιας) s kapacitou cca 5 900 míst.
Klubové barvy jsou červená a modrá.